# Friedrich Wilhelm Riedt
Friedrich Wilhelm Riedt (* 5. Januar 1710 in Berlin; † 5. Januar 1783 ebenda) war ein deutscher Flötist, Komponist und Musiktheoretiker.

## Leben und Werk
Riedt war der Sohn eines aus England eingewanderten Vaters. Sein Flötenlehrer ist unbekannt, späteren Kompositionsunterricht erhielt er von Christoph Schaffrath und Johann Gottlieb Graun. Seit 1741 spielte er als Flötist in der Königlichen Hofkapelle Friedrichs des Großen. 1749 war er Gründungsmitglied der „Musikübenden Gesellschaft“ in Berlin und bis 1770 deren Direktor.
Riedt komponierte zahlreiche kammermusikalische Werke, die insbesondere die Flöte einbeziehen, und gilt als typischer Vertreter der Ersten Berliner Liederschule. Außerdem war er Verfasser musiktheoretischer Schriften, in denen er sich unter anderem mit den Intervallen befasste.

### Schriften
- Versuch über die musikalische Intervallen, in Ansehung ihrer wahren Anzahl, ihres eigentlichen Sitzes, und natürlichen Vorzugs in der Composition, Digitalisat